# Животовский, Исаак Абрамович
Исаа́к Абра́мович Живото́вский — советский кинорежиссёр.

## Биография
Режиссёр, до войны работал на Киевской студии художественных фильмов.
Пережил блокаду Ленинграда. Похоронен на Еврейском кладбище в Санкт-Петербурге.

## Фильмография
Режиссёр
- 1932 — Путь свободен / Рейд / Шлях вільний (совместно с Л. Бодиком)[4][5]

Актёр
- 1928 — Земля зовёт / Крик в степи / Дочь раввина — парикмахер (Одесская кинофабрика ВУФКУ; фильм не сохранился)[6]